# Amomum terminale
Amomum terminale är en enhjärtbladig växtart som beskrevs av Henry Nicholas Ridley. Amomum terminale ingår i släktet Amomum och familjen Zingiberaceae. Inga underarter finns listade i Catalogue of Life.